# Ligament fundiform al penisului
Ligamentul fundiform al penisului este o formațiune specializată sau o îngroșare fasciei superficiale (Scarpa) care se întinde de la linia alba a peretelui abdominal inferior. 
Se desfășoară de la nivelul osului pubian, lateral în jurul părților bazale ale penisului, la fel ca o praștie, și apoi se unește la baza penisului, coborând spre scrot pentru a forma septul scrotului. 
Acesta este superficial ligamentului suspensor. 
Deși rar menționat, acest ligament poate fi prezent și la femei. 